# 厄希嫩山

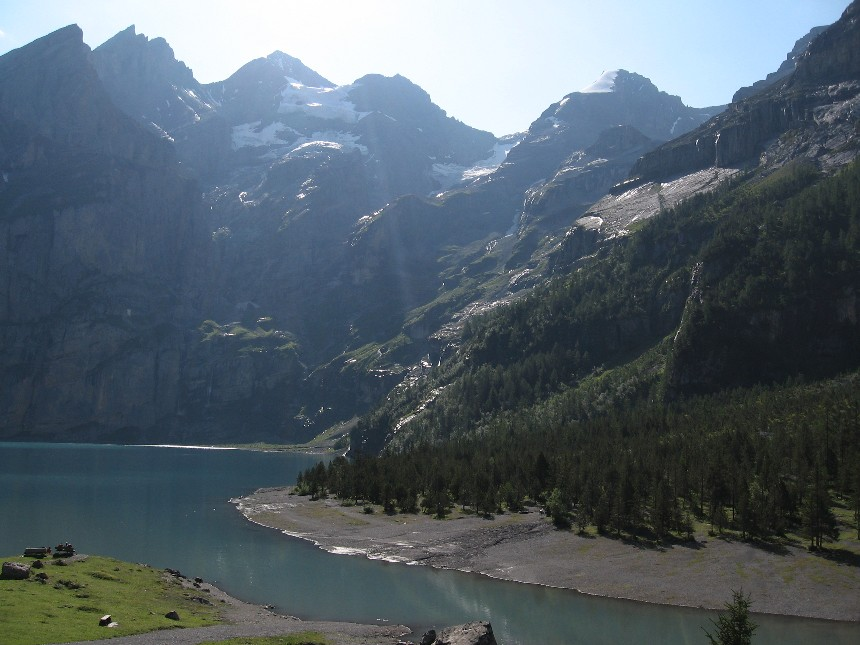

46°29′1.84″N 7°46′1.35″E / 46.4838444°N 7.7670417°E
厄希嫩山（德語：Oeschinenhorn）是瑞士伯恩州的山峰，位於該國中西部，屬於伯爾尼山的一部分，距離布吕姆利斯山0.4公里，海拔高度3,486米，每年平均降雨量1,585毫米。